# Kim Young-ho
Kim Young-ho (în coreeană 김영호; n. 9 aprilie 1971, Nonsan⁠(d), Coreea de Sud) este un fost scrimer sud-coreean specializat pe floretă, laureat cu aur la Jocurile Olimpice de vară din 2000 de la Sydney, vicecampion mondial în 1997.

## Carieră
S-a apucat de scrimă în copilărie. Îi plăcea să se joace cu batoane din lemn și era fascinat de tineri scrimeri în ținută albă. S-a legitimat la clubul de scrimă din cadrul gimnaziului. Și-a sporit eforturile pentru a impresiona o scrimeră, cu care s-a căsătorit în cele din urmă. 
În anul 1990 s-a alăturat echipei naționale. Și-a făcut debutul olimpic la Barcelona 1992, unde nu a putut trece din faza de grupe. La Atlanta 1996, a ajuns în sferturile de finală, unde l-a întâlnit pe liderul mondial, italianul Alessandro Puccini. Acesta a întrerupt meciul din motive medicale, scorul fiind 13-13. În timpul întreruperi Kim a observat că au ajuns deja în semifinale doi francezi pe care credea ca îi poate învinge. După reluarea nu s-a putut concentra și a pierdut meciul. Foarte dezamăgit, și-a rupt floretele după competiție și a oprit antrenamentul.
Federația Sud-Coreeană de Scrimă l-a convins sa reia sportul și în 1997 a câștigat prima medalie unui scrimer coreean la un Campionatul Mondial cu o medalie de argint la Campionatul Mondial din 1997 de la Cape Town.
La Jocurile Olimpice din 2000 a ajuns în sferturile de finală după ce a depășit clar triplu campion mondial Serhii Holubîțkîi, scorul fiind 15–5. În semifinală a trecut la limită de rusul Dmitri Șevcenko, apoi l-a învins pe germanul Ralf Bißdorf, din nou la o tușă. Astfel a devenit primul campion olimpic sud-coreean la scrimă.
După ce s-a retras din activitate competițională în anul 2001 a devenit antrenor asistent al echipei naționale. În 2006 a primit Ordinul „Meritul sportiv”, clasa „Dragon albastru”, cea mai înaltă decorație acordate sportivilor. În prezent este antrenor la clubul Lourus de la Seul.